# Balkan-Smaragdlibelle
Die Balkan-Smaragdlibelle (Somatochlora meridionalis) ist eine Libellenart aus der Familie der Falkenlibellen (Corduliidae), die zu den Großlibellen (Anisoptera) gehören.

## Merkmale

### Adultmerkmale
Die Balkan-Smaragdlibelle ist der Glänzenden Smaragdlibelle (S. metallica) sehr ähnlich. Wie diese erreicht sie eine Körperlänge von etwa 60 Millimetern mit einem Abdomen von etwa 40 Millimetern Länge und einer Spannweite der Hinterflügel beim Männchen von etwa 35 Millimetern. Der Körper ist smaragdgrün, die Augen sind leuchtend apfelgrün gefärbt. Der Thorax ist metallisch grün, anders als bei der Glänzenden Smaragdlibelle besitzen die Thoraxseiten jedoch einen länglichen mattgelben Fleck. Die Flügelbasis ist bei den Männchen farblos (hyalin). Das Pterostigma ist im Gegensatz zur Vergleichsart tiefschwarz und etwas kleiner. Bei den Weibchen sind die Hinterflügelbasen kräftig gelb, die Analfelder jedoch durchscheinend. Weitere Unterscheidungsmerkmale betreffen Details der Abdomenfärbung der Weibchen.

### Larvalmerkmale
Die Larven erreichen eine Länge von maximal 22 bis 24 Millimetern (entspricht der Länge der Exuvie) und ähneln stark denen der Bulgarischen Smaragdlibelle (S. borisi) und der Glänzenden Smaragdlibelle. In Abgrenzung zur ersten besitzen sie auf Segment 3 einen Dorn statt eines kleinen Haarbüschels. Der Dorsaldorn auf Segment 9 entspricht in der Länge dem auf Segment 8 und ragt über den Hinterrand des 10. Segments hinaus. Die Seitendornen von Segment 9 sind deutlich länger als die des Segments 8 und reichen mit ihrer Spitze über die Hälfte der Cerci hinaus.

## Verbreitung und Lebensraum
Das Verbreitungsgebiet der Balkan-Smaragdlibelle beschränkt sich auf mehrere voneinander getrennte Gebiete in Süd- und Südosteuropa von Südostfrankreich über Italien bis nach Griechenland und in die Türkei und im Norden bis zur Slowakei. Die Fortpflanzungs- und Larvalhabitate liegen im Bereich von Bach- und Flussläufen mit beschattendem Überwuchs oder in Wäldern in Höhen unter 600 m NN. Sie bevorzugen kühle, beschattete Bereiche mit hohem Sauerstoff-Gehalt und schwach alkalischem pH-Wert.

## Lebensweise
Über das Verhalten der Art liegen nur sehr wenige Aussagen vor. Die Männchen verhalten sich ähnlich anderer Smaragdlibellen und patrouillieren ruhig auf der Suche nach Weibchen über 30 bis 50 Meter lange Strecken in einer Höhe von 80 Zentimeter über dem Wasser. Sie halten sich dabei vor allem im Schatten auf und meiden sonnenbeschiedene Stellen aktiv. Bei Begegnungen mit anderen Männchen kann es zu Rivalenkämpfen kommen.
Die Verpaarung beginnt über dem Wasser, danach fliegen die Paare wahrscheinlich an Baumzweige. Die Eier werden in geschützten Bereichen abgesetzt, unter anderem in Moos und Schlamm außerhalb der offenen Wasserfläche.

## Gefährdung
Aufgrund des umstrittenen Artstatus und der fehlenden Grundlagen zur Beurteilung gibt es keine Gefährdungseinschätzung der Balkan-Smaragdlibelle. Eine Gefährdung in gut untersuchten Gebieten, vor allem in Slowenien, wird nicht angenommen.